# Milán (Caquetá)
Milán es un municipio localizado en el Departamento del Caquetá al sur de Colombia.

## División Político-Administrativa
Además de su Cabecera municipal. Milán tiene bajo su jurisdicción los siguientes Centros poblados:
- Aguas Blancas
- Aguas Negras
- La Rastra
- Maticurú-Granario
- Remolinos de Aricuntí
- San Antonio de Getucha

## Historia
El municipio de Milán tiene sus orígenes hacia 1946, cuando familias desposeídas o asfixiadas por la violencia y procedentes de los departamentos del Huila, Tolima, Nariño, Cundinamarca, Valle, Antioquia entre otros, se desplazaron inicialmente hacia Florencia, Belén, La Montañita y luego hacia estas tierras con la esperanza de alcanzar mejores condiciones de vida.
Milán inició su vida hacia el año de 1950, sobre el rio Orteguaza, en terrenos de propiedad de la Familia Toledo conformada por el Señor Francisco y Doña Clementina Joven de Toledo, dueños de la finca “El Mirador"; quienes vendieron 60 hectáreas a la Intendencia del Caquetá. Para dar posteriormente origen a su fundación de manos del Rvdo. Sacerdote Silvio Vettori de la comunidad Consolata. El nombre de Milán es en honor a la patria de su fundador.
En el Municipio de Milán se encuentran asentados los indígenas koreguajes, que significa "Gente de Garrapatas" (KORE = Garrapata; GUAJE= Gente), quienes ocupaban tradicionalmente estas tierras. Ubicados en ocho Resguardos Indígenas: Getuchá, Gorgonia, Jácome, Maticurú, Agua Negra, San Luis, Herichá y la Esperanza.
Mediante Decreto 25 del 7 de mayo de 1953 se creó como Corregimiento Intendencial. En 1961 se crearon las inspecciones de policía de San Antonio de Getuchá y Maticurú Granario. En 1965 se creó un juzgado territorial, que empezó a funcionar el primero de agosto de ese mismo año.
Hacia 1953 surge Milán, el cual vivió una época floreciente debido a la difícil navegación por el río Orteguaza hasta Puerto Lara y Venecia, que hace que Milán se convierta en un puerto obligado.
Hacia el mismo año de 1953, Monseñor Antonio María Torasso, siguiendo su empeño en extender la educación por selvas y ríos, bajando por el Orteguaza divisó los campamentos donde tuvo su sede la compañía petrolera Texas, los negoció y convirtió en un internado donde se da instrucción a centenares de niños y niñas, hijos de colonos, centro educativo conocido como “Internado Escolar Rural Villa Fátima” o “La Rastra”. Actualmente presta su servicio educando jóvenes de diferentes regiones del departamento y el país.
El 12 de noviembre de 1985, mediante Ordenanza 03 el Corregimiento Intendencial fue ascendido a la calidad de Municipio con cinco (5) corregimientos más tales como Albania, Cartagena del Chairá, Morelia, Solano, Valparaíso y las inspecciones de Policía de Curillo y San José del Fraguas

## Geografía
Milán se encuentra ubicado en la región de la Amazonía Colombiana, con predominio de terrenos semi ondulados y llanuras de inundación. La principal fuente hídrica es el río Orteguaza con sus afluentes el río Bodoquero y Pescado, las quebradas de Platanillo y Getuchá.

## Límites del municipio
El municipio de Milán está localizado en la República de Colombia a 620 kilómetros desde Bogotá, como localización Macro, y en el Departamento del Caquetá a 80 Kilómetros al sur de su capital Florencia por vía terrestre, y a 47 Kilómetros por vía fluvial, por aguas del río Orteguaza, y como localización micro regional sobre la franja nororiental del departamento del Caquetá limitado al norte con el municipio de Florencia, al oriente con el municipio de La Montañita, al sur con el Municipio de Solano y al occidente con los municipios de Valparaíso y Morelia.

## Ecología
El municipio de Milán según un estudio realizado por el IGAC se localiza en una zona húmeda con volúmenes de lluvia de 2673 mm en promedio anual, presentando un periodo de mayor precipitación pluvial que por lo general se extiende por nueve meses. El río Orteguaza desemboca en el río Caquetá y este a su vez en el río Amazonas, convirtiéndose de esta forma en un ecosistema de selva tropical húmeda, presentado un alto grado de biodiversidad representado en especies vegetales como las bromelias, heliconias, palmas entre otras. De las especies animales se destacan tigrillos, primates, borugas, guaras, yulos, armadillos y diversas aves como loros, mochileros, garzas, pavas y gavilanes. La diversidad piscícola es notable en especies como bagres, boca chico, sábalo, nicuro, dentón real entre otros. El municipio cuenta con una reserva natural alrededor de la laguna Beikochiará que significa "laguna de los loros" en lengua koreguaje (BEIKO= LOROS; CHIARA= LAGUNA).

## Economía
La economía del municipio de Milán se basa principalmente en la ganadería de doble propósito (leche y carne), la cual ofrece a sus habitantes ingresos mediante la generación de empleos como mayordomos, vaqueros, ordeñadores y marañeros, estos últimos encargados de los oficios varios. Como segunda fuente de empleo tenemos la pesca, ya que el río Orteguaza al igual que las lagunas ofrecen una gran variedad de peces como bagres, bocachicos, doradas, sábalos, dentón real entre otros. También contamos con ingenios paneleros ubicados en las veredas de Villa Leidy, Guayaquil y La Estrella; los cuales generan trabajo a los miembros de sus comunidades y alrededores. Las comunidades indígenas generan sus ingresos con cultivos de piña, chontaduro, yuca y la pesca artesanal.

## Vías de comunicación
Aéreas
Milán no cuenta actualmente con vías aéreas dentro de su territorio, los puertos aéreos más cercanos están ubicados en la base militar de Larandia y Florencia.
Terrestres
El municipio de Milán cuenta con una carretera principal destapada que lo comunica con la vía pavimentada que va desde la ciudad de Florencia a San Vicente del Caguán, pasando por los municipios de la Montañita, Paujil, Doncello y Puerto Rico, lo cual permite el transporte desde Milán a cualquiera de estos destinos; de igual forma posee vías secundarias y terciarias que comunican a la cabecera de nuestro municipio con las inspecciones de San Antonio de Getuchá y Granario Maticurú des embotellando a su paso a un sinnúmero de veredas.
Fluviales
El transporte fluvial es para la comunidad milanés la vía de transporte más rápida y segura, gracias a las caudalosas aguas del Río Orteguaza, el cual nos comunica río arriba con Puerto Arango que se encuentra a 20 minutos de la ciudad de Florencia y río abajo desembocando en el río Caquetá permitiéndonos la comunicación con el municipio de Solano.  